# Norsko na Letních olympijských hrách 1956
Norsko na Letních olympijských hrách 1956 v Melbourne reprezentovalo 18 mužů. Nejmladším účastníkem byla Bjørn Nilsen (19 let, 162 dní), nejstarším pak Hans Aasnæs (53 let, 350 dní). Reprezentanti vybojovali 1 zlatou a 2 bronzové.

## Medailisté
| Medaile | Jméno          | Sport    | Disciplína                  |
| ------- | -------------- | -------- | --------------------------- |
| Zlato   | Egil Danielsen | Atletika | Muži hod oštěpem            |
| Bronz   | Audun Boysen   | Atletika | Muži běh na 800 m           |
| Bronz   | Ernst Larsen   | Atletika | Muži běh na 3000 m překážek |